# Official Charts Company

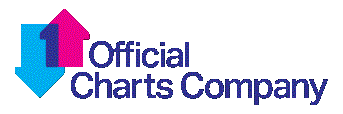
Logo OCC od października 2011 roku

Official Charts Company (OCC), wcześniej jako Chart Information Network (CIN), a następnie The Official UK Charts Company – organizacja zajmująca się tworzeniem oficjalnych notowań w Wielkiej Brytanii. Notowania są oparte na badaniach przez zespół sprzedawców, stanowią 99% wszystkich sprzedanych singli, 98% wszystkich albumów i ponad 90% wszystkich filmów. Dzięki OCC tworzone są m.in. takie notowania jak:
- UK Albums Chart
- UK Singles Chart
- UK DVD Chart
- UK Download Chart

Wszystkie notowania publikowane są w niedzielę wieczorem. Ponadto pojawiają się notowania singli, albumów i filmów : UK Dance Chart, UK Indie Chart, UK R&B Chart, UK Rock Chart, Asian Download Chart, Scottish Singles and Albums, Welsh Singles and Albums i UK Budget Albums.
5 września 2008 roku The Official UK Charts Company wraz ze zmianą nazwy na Official Charts Company i wprowadziła nowe logo firmy.
Partnerami Official Charts Company są:
- magazyny – Music Week, Billboard (USA), Music Network (Australia), Songlines,
- gazety – „Daily Express”, „Daily Mirror”, „Daily Record”, „Daily Star”, „Independent”, „The Sun”,
- programy telewizyjne – MTV, VH1, VIVA, 4Music, The Box, Smash Hits
- programy radiowe – BBC Radio 1, BBC Radio 2, BBC 1Xtra, BBC Asian Network, Classic FM.